# Kamienica przy ul. 3 Maja 11 w Ełku
Kamienica przy ulicy 3 Maja 11 w Ełku – zabytkowa kamienica położona w dzielnicy Centrum w Ełku na rogu ulic 3 Maja i Mickiewicza. Zbudowana na początku XX wieku. Obiekt figuruje w Rejestrze Zabytków – nr rej.: A-4543 z 14.02.2011.